# Cristiana Girelli
Cristiana Girelli (født 23. april 1990) er en italiensk fodboldspiller, der spiller som angriber for Serie A klubben Juventus og Italiens kvindefodboldlandshold.
Girelli skiftede til Juventus i 2018, efter fem sæsoner med ACF Brescia Femminile. Hun blev nummer to på topscorerlisten i 2014–15 sæsonen med 27 mål, og topscorer i 2019–20 sæsonen med 16 mål.